# Nikon D600
Nikon D600 — цифровой зеркальный фотоаппарат компании «Никон», представлен 13 сентября 2012 года, объявленная дата начала продаж — 18 сентября.
По сравнению с выпущенным полугодом ранее D800, младшая модель обладает упрощёнными системами автофокусировки и экспозамера, менее скоростным затвором и меньшим разрешением — 24 мегапикселя вместо 36. В качестве накопителя используются более компактные карты памяти Secure Digital, а размеры и вес существенно уменьшены.
В октябре 2013 компания «Никон» представила преемника — камеру D610.

## Описание
D600 по своим физическим характеристикам (форм-фактору) ближе к модели D7000, например у них общий элемент питания (EL-15), очень похожи органы управления. Обладая при этом, помимо более крупной матрицы (в отличие от D7000, D600 полнокадровая камера) и некоторыми усовершенствованиями: новейший сенсор и  процессор обработки изображения EXPEED 3, от топовых камер новой линейки (D4/D800). Это сразу выводит камеру в явные лидеры в любительской линейке, формируя таким образом новый подкласс полупрофессиональных камер. И хотя по словам Дирка Джаспера, менеджера «Никон Европа», D600 предназначена для фотографов-энтузиастов, в отличие от D300s, которая являлась полупрофессиональной моделью. D600 имеет ряд существенных преимуществ по качеству изображения и над D300 и D700 (например больший динамический диапазон в 14,2 Ev), а также на равных конкурирует с топовыми моделями старой линейки, например D3x.

### Корпус и механика
В отличие от D800 и D300s, у D600 корпус не является полностью металлическим: передняя панель, как и у D7000, выполнена из поликарбоната. Уровень защиты от погодных условий и механических воздействий  (IP67), по заявлениям компании, «практически не отличается» от топовой модели D800.
D600 весит на 140 г меньше, чем D800, и со своей массой 760 граммов располагается посередине между D300s (840 г) и D7000 (690 г).
Затвор отрабатывает выдержки от 1/4000 секунды, синхронизация со вспышкой — на выдержках от 1/200 секунды, что медленнее, чем у D7000 и D800 (у обоих — 1/8000 и 1/250 секунды). Ресурс затвора — 150 000 срабатываний. Максимальная скорость съёмки — 5,5 кадров в секунду.
Видоискатель — такой же как у D800: пентапризма со стопроцентным охватом кадра (при съёмке с объективами формата DX — около 97 % по горизонтали и по вертикали), увеличение — 0,70. Возможна диоптрийная коррекция в диапазоне от −3 до +1 дптр.
Как и D7000, новая модель оснащена двумя разъёмами для карт памяти Secure Digital.

### Электроника
Система автофокусировки была явно улучшена в отличие от D7000, — модуль Multi-CAM 4800 FX (с 39 датчиками, из которых 9 крестовых) стал более чувствителен при съёмке в слабоосвещённых местах, получив дополнительно новую функцию 3D-слежения от топовых моделей D4 и D800. Также, в отличие от D7000, новая модель может фокусироваться при светосиле до 1:8, что важно при использовании телеконвертеров с объективами, имеющими небольшую светосилу. Для автофокусировки в таких условиях может использоваться электронный дальномер: центральные 7 точек работают при светосиле 1:8 или больше, 33 центральные точки — при светосиле 1:6,8 и больше. Имеется подсветка автофокуса. В режиме live-view работает автофокусировка по контрасту в любой произвольно выбранной области.
Экспозамер осуществляется с помощью 2016-пиксельного датчика.
Интерфейс USB имеет версию 2.0.

### Известные проблемы с фотоаппаратом
Многочисленные сообщения пользователей и проведённые тесты, выложенные на видеосервисы, свидетельствуют о факте наличия проблемы с постепенным забрызгиванием матрицы маслом или засорением мелкими частичками от механизма затвора. Компания Никон это признала, официально объявив о том, что владельцы данной модели фотоаппарата в авторизованных центрах могут произвести чистку матрицы бесплатно, а если проблема будет повторяться, то и замену затвора .